# Uetersen kloster
Uetersen  kloster (tysk: Kloster Uetersen) er et kloster i Kreis Pinneberg i Holsten i delstaten Slesvig-Holsten. Det var oprindeligt et nonnekloster under Cistercienserordenen. Klosteret blev oprettet i 1234 og lå dengang ved den yderste ende („utersten End“). Efterhånden voksede den lille by Uetersen op omkring klosteret.     
I 1555 greb kong Christian 3. af Danmark personligt ind og gennemførte reformationen. Nonnerne beholdt deres religiøse frihed, mens klosteret gradvis til omdannet til en stiftelse for ugifte adelsdamer. 
Siden 1234 har skiftende priorinder haft den daglige ledelse, mens klosterprovsterne har stået for den økonomiske forvaltning og juridiske rådgivning. Både priorinder og klosterprovster kommer fra den holstenske adel.

## Klosterforstandere (provster)
- Benedikt von Ahlefeldt (1732-1757)
- Henning von Qualen (1757-1785)
- Josias von Qualen (gehejmeråd) (1809-1818)